# 盧比亞茲修道院

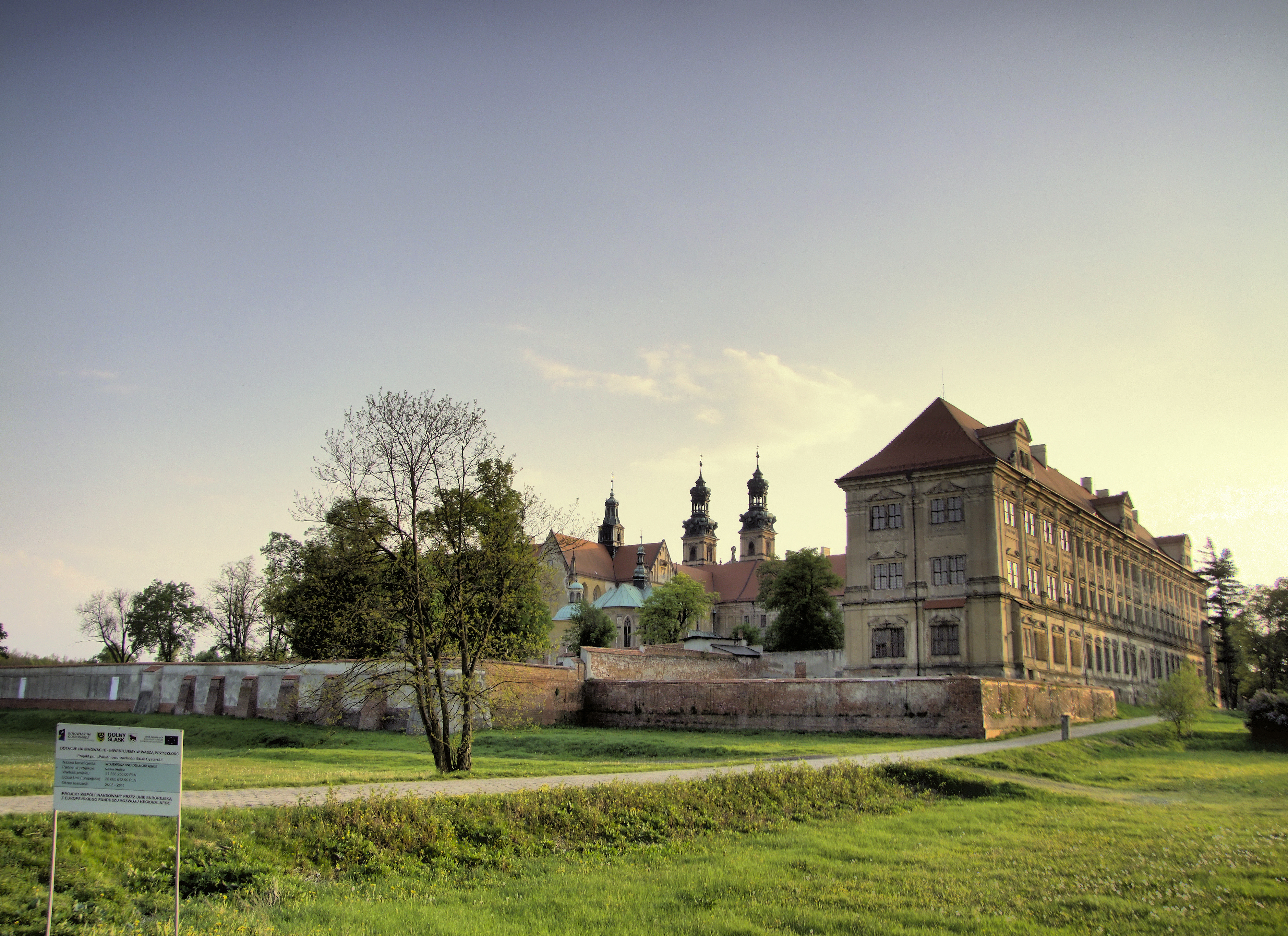
盧比亞茲修道院

盧比亞茲修道院（德語：Kloster Leubus）是波蘭西南部下西里西亞省的一座修道院，位於弗羅茨瓦夫西北54 km（34 mi）。這座修道院創建於1175年，是世界最大的基督教建築群之一，也是西里西亞巴洛克式建築的代表。

## 外部連結
- Lubiąż Foundation （页面存档备份，存于）

51°15′43″N 16°28′08″E / 51.262°N 16.469°E